# Господство Суперменов
Господство Суперменов (англ. Reign of the Supermen) — американский мультипликационный фильм, основанный на комиксах о героях издательства «DC Comics» «The Death of Superman». Является продолжением мультфильма «Смерть Супермена», тридцать третьим мультфильмом линейки оригинальных анимационных фильмов вселенной DC и двенадцатым в серии «DC Animated Movie Universe». Премьера картины состоялась 13 января 2019 года. Фильм получил рейтинг PG-13.

## Сюжет
Через шесть месяцев после событий «Смерти Супермена», на Земле появились четыре новые версии Супермена: Супербой, Сталь, Киборг-Супермен и Уничтожитель. Каждый из них отличается характером и стилем борьбы с преступностью. Лоис Лейн начинает журналистское расследование, чтобы ответить на появившийся у людей вопрос — кто из них настоящий человек из стали.
Лекс Лютор проводит пресс-конференцию, на которой представляет Супербоя, как истинного Супермена. Проникнув в одну из лабораторий «LexCorp», Лоис Лейн узнаёт от учёного Дэбни Донована, что Супербой — клон Супермена. Внезапно появляется Уничтожитель, охотящийся на Лютора. Супербой и прибывший ему на подмогу Сталь пытаются остановить Уничтожителя, но им это не удаётся, пока не вмешивается Киборг-Супермен. Одолев Уничтожителя, он объявляется настоящим Суперменом.
Лютор внедряет Супербоя в охрану Президента, в которую входят члены Лиги Справедливости: Бэтмен, Чудо-женщина, Флэш, Зелёный Фонарь, Марсианский Охотник, Киборг и Человек-ястреб. Они сопровождают Президента на открытии Сторожевой Башни. Внезапно открывается портал и на планету опускаются приспешники Дарксайда. Супербой снова не оправдывает надежды Лютора и Президента спасает Киборг-Супермен, вновь доказывая, что он — настоящий. Члены Лиги Справедливости оказываются в другом измерении. Разочарованный Лютор рассказывает Супербою, что он — клон Супермена и самого себя, а затем отдаёт Донована на растерзание чудовищам. Киборг-Супермен посещает могилу астронавта Терри Хеншоу и получает приказ от Дарксайда, чтобы что-то начать. Лоис Лейн и Сталь узнают об этом визите и понимают, что Киборг-Супермен — это Хэнк Хеншоу.
Киборг-Супермен намерен создать новую Лигу Справедливости — кибер-корпус, состоящий из обычных людей, которых он преобразовывает в потерявших человеческую сущность супергероев-дронов. Лоис Лейн и Сталь узнают технологию Апоколипса, что приводит к обнаружению Уничтожителя в Крепости Одиночества. В то время, как Сталь борется с Уничтожителем, Лоис Лейн, беседуя с Супербоем, получает от него случайный видеозвонок. Она обнаруживает, что Уничтожитель — это голографическая программа, защищающая криптонцев, и понимает, что настоящий Супермен внутри крепости. Вскоре тот возрождается и останавливает бой Стали и Уничтожителя. В то же время Лютор показывает Лоис перехваченный сигнал Дарксайда в разум Киборга-Супермена, раскрывая его планы по вторжению.
Киборг-Супермен начинает вторжение из Сторожевой Башни, используя кибер-корпус, чтобы открыть портал над Метрополисом. Лоис проникает в Башню и говорит Хэнку Хэншоу, что знает, кто он такой. Когда Киборг-Супермен узнаёт, что настоящий Супермен направляется к нему, он предаёт Дарксайда и закрывает портал, останавливая вторжение, но лишь для того, чтобы лично убить Супермена и отомстить ему за гибель жены и команды. Он приказывает дронам атаковать Метрополис и вступает в бой с прибывшим и ещё не восстановившим свои силы Суперменом. Используя технологии Апоколипса, Лекс Лютор возвращает членов Лиги Справедливости, чтобы те помогли Стали и Супербою в борьбе с приспешниками Киборга-Супермена.
Хэнк Хэншоу запускает Сторожевую Башню на орбиту Земли, в надежде убить Лоис Лейн и Супермена в космосе. От солнечных лучей Супермен восстанавливает свою силу и побеждает Киборга-Супермена, внедрением в его мозг Уничтожителя. Со смертью Хэншоу, все его приспешники деактивируются.
Несколько недель спустя, возвращается Кларк Кент, найденный Суперменом (облик которого принял Марсианский Охотник), а Супербой, под именем Коннер, теперь живёт с его родителями Джонатаном и Мартой Кент.
В сценах после титров члены Лиги Справедливости собираются в Сторожевой Башне и обсуждают перенос борьбы с Дарксайдом на Апоколипс. Во время обсуждения к ним присоединяется Лекс Лютор.

## Роли озвучивали
| Актёр            | Роль                          |
| ---------------- | ----------------------------- |
| Джерри О’Коннелл | Супермен / Кларк Кент         |
| Ребекка Ромейн   | Лоис Лейн                     |
| Рэйн Уилсон      | Лекс Лютор                    |
| Камерон Монахэн  | Супербой / Коннер Кент        |
| Кресс Уильям     | Сталь / Джон Генри Айронс     |
| Чарльз Халфорд   | Уничтожитель, Биббо Биббовски |
| Патрик Фабиан    | Киборг-Супермен / Хэнк Хеншоу |

| Актёр           | Роль                         |
| --------------- | ---------------------------- |
| Джейсон О’Мара  | Бэтмен                       |
| Розарио Доусон  | Чудо-женщина                 |
| Шемар Мур       | Киборг                       |
| Натан Филлион   | Зелёный фонарь / Хэл Джордан |
| Кристофер Горэм | Флэш / Барри Аллен           |
| Ньямби Ньямби   | Марсианский Охотник          |
| Тони Тодд       | Дарксайд                     |